# San Francisco, Putumayo
San Francisco är en ort i Colombia.   Den ligger i departementet Putumayo, i den sydvästra delen av landet, 500 km sydväst om huvudstaden Bogotá. San Francisco ligger 2 195 meter över havet och antalet invånare är 4 350.
Terrängen runt San Francisco är varierad. Runt San Francisco är det glesbefolkat, med 13 invånare per kvadratkilometer. Närmaste större samhälle är Sibundoy, 5,8 km nordväst om San Francisco. I omgivningarna runt San Francisco växer i huvudsak städsegrön lövskog.